# Emmanuel Koné
Kouamatien Emmanuel Koné (ur. 31 grudnia 1986 w Abongoua) – iworyjski piłkarz grający na pozycji ofensywnego pomocnika.

## Kariera klubowa
Karierę piłkarską Koné rozpoczął w klubie ASEC Mimosas. W 2004 roku zadebiutował w jego barwach w pierwszej lidze Wybrzeża Kości Słoniowej. W 2004, 2005 i 2006 roku trzykrotnie z rzędu wywalczył z zespołem ASEC mistrzostwo kraju, a w 2005 roku zdobył z nim też Puchar Wybrzeża Kości Słoniowej.
Pod koniec 2007 roku Koné został piłkarzem rumuńskiego klubu CFR 1907 Kluż. W sezonie 2007/2008 nie rozegrał żadnego spotkania w barwach CFR. W pierwszej lidze rumuńskiej zadebiutował w następnym sezonie, 29 sierpnia 2008 roku w zremisowanym 0:0 domowym spotkaniu z Politehniką Jassy. W 2009 roku zdobył z CFR Puchar Rumunii. Latem 2009 został wypożyczony do Internațional Curtea de Argeș. W 2010 roku wrócił do Cluj. W 2012 roku został zawodnikiem CS Sedan. W latach 2013–2015 grał w APO Levadiakos. Z kolei latem 2015 przeszedł do Apollonu Smyrnis.
| Sezon   | Klub                 | Kraj                     | Rozgrywki          | Mecze | Bramki | Rozgrywki Europy   | Mecze | Bramki |
| ------- | -------------------- | ------------------------ | ------------------ | ----- | ------ | ------------------ | ----- | ------ |
| 2004    | ASEC Mimosas         | Wybrzeże Kości Słoniowej | Ligue 1 MTN        | 7     | 3      | -                  | -     | -      |
| 2005    | ASEC Mimosas         | Wybrzeże Kości Słoniowej | Ligue 1 MTN        | 12    | 3      | -                  | -     | -      |
| 2006    | ASEC Mimosas         | Wybrzeże Kości Słoniowej | Ligue 1 MTN        | 16    | 4      | -                  | -     | -      |
| 2007    | ASEC Mimosas         | Wybrzeże Kości Słoniowej | Ligue 1 MTN        | 0     | 0      | -                  | -     | -      |
| 2007/08 | CFR 1907 Kluż        | Rumunia                  | Liga I             | 0     | 0      | -                  | -     | -      |
| 2008/09 | CFR 1907 Kluż        | Rumunia                  | Liga I             | 8     | 1      | Liga Mistrzów UEFA | 4     | 0      |
| 2009/10 | Internaţional (wyp.) | Rumunia                  | Liga I             | 30    | 4      | -                  | -     | -      |
| 2010/11 | CFR 1907 Kluż        | Rumunia                  | Liga I             | 21    | 5      | Liga Mistrzów UEFA | 4     | 0      |
| 2011/12 | CFR 1907 Kluż        | Rumunia                  | Liga I             | 1     | 0      | -                  | -     | -      |
| 2011/12 | CS Sedan             | Francja                  | Ligue 2            | 9     | 1      | -                  | -     | -      |
| 2012/13 | CS Sedan             | Francja                  | Ligue 2            | 15    | 4      | -                  | -     | -      |
| 2013/14 | APO Lewadiakos       | Grecja                   | Superleague Ellada | 29    | 7      | -                  | -     | -      |
| 2014/15 | APO Lewadiakos       | Grecja                   | Superleague Ellada | 14    | 4      | -                  | -     | -      |
| 2015/16 | Apollon Smyrnis      | Grecja                   | Superleague Ellada | 26    | 4      | -                  | -     | -      |
| 2016/17 | Apollon Smyrnis      | Grecja                   | Superleague Ellada | 30    | 4      | -                  | -     | -      |
| 2017/18 | Apollon Smyrnis      | Grecja                   | Superleague Ellada | 29    | 1      | -                  | -     | -      |

Stan na: koniec sezonu 2017/2018

## Kariera reprezentacyjna
W reprezentacji Wybrzeża Kości Słoniowej Koné zadebiutował 8 czerwca 2008 w zremisowanym 0:0 spotkaniu eliminacji do Mistrzostw Świata w RPA z Madagaskarem. W 2009 roku wywalczył z kadrą narodową awans na ten Mundial, a w 2010 roku został powołany do kadry na Puchar Narodów Afryki 2010.